# Мондерканж (футбольний клуб)
«Мондерканж» (фр. Football Club Mondercange) — люксембурзький футбольний клуб із комуни Мондерканж, заснований 1933 року.

## Історія
В сезоні 2005/06 років «Мондерканж» фінішував на третьому місці в Дивізіоні Пошани. Цей результат дозволив клубу позмагатися в плей-оф за право підвищитися в класі з «Авеніром» (Бегген), яке вони виграли та вийшли до Національного дивізіону. Наступного сезону вони покинули Національний дивізіон та повернулися Дивізіону Пошани. В сезоні 2008/09 років клуб фінішував на другому місці в Дивізіоні Пошани та повернувся до Національного дивізіону.

## Досягнення
- Дивізіон Пошани
  -  Срібний призер (1): 2008/09
  -  Бронзовий призер (1): 2006/07

- Кубок Люксембургу
  -  Фіналіст (2): 1998/99, 1999/00

## Статистика виступів у єврокубках
| Сезон   | Турнір     | Раунд |         | Клуб              | Рахунок  |
| ------- | ---------- | ----- | ------- | ----------------- | -------- |
| 1999-00 | Кубок УЄФА | Q     | Румунія | Динамо (Бухарест) | 2-6, 0-7 |

- Q — Кваліфікаційний раунд.

## Відомі гравці
- Марсель Крістоф
- Армін Крінгс